# Oldie Blues
Oldie Blues was een Nederlands platenlabel dat zich richtte op het uitbrengen van piano-blues, boogiewoogie en Deltablues. Het label werd rond 1974 opgericht door Martin van Olderen (3 januari 1931-26 januari 2002) en heeft 46 lp's en dertien cd's uitgebracht. Het label werd gedistribueerd door Munich Records.
Musici die op het label uitkwamen waren onder meer Rob Hoeke, Martijn Schok, Rob Agerbeek, Big Joe Williams, Jimmy Yancey, Meade Lux lewis, Albert Ammons, Cow Cow Davenport, Little Willie Littlefield, Blind John Davis, Lonnie Johnson en Roosevelt Sykes.